# Керівники ЦК Компартії Литви
У статті подано список перших секретарів ЦК Комуністичної партії Литовської РСР від 1918 року до відновлення незалежності Литви та розпуску КПРС 1991 року.

## Список
| Порядок | Ім'я                           | Портрет | Початок повноважень | Закінчення повноважень | Примітки                                   |
| 1       | Пранас Ейдукявічюс             |         | 1918                | 1919                   |                                            |
| 2       | Вінцас Міцкявічюс-Капсукас     |         | 27 лютого 1919      | 19 липня 1919          | голова Президії ЦК КП(б) Литви та Білорусі |
| 3       | Кароліс Пожела                 |         | 1923                | 17 грудня 1926         |                                            |
| 4       | Антанас Снечкус                |         | 15 серпня 1940      | 22 січня 1974          | 1-й Перший секретар ЦК КП Литовської РСР   |
| 5       | Пятрас Грішкявічюс             |         | 18 лютого 1974      | 14 листопада 1987      |                                            |
| 6       | Рінґаудас-Бронісловас Сонґайла |         | 1 грудня 1987       | 20 жовтня 1988         |                                            |
| 7       | Альгірдас Бразаускас           |         | 20 жовтня 1988      | 19 грудня 1989         |                                            |
| 8       | Міколас Бурокявічюс            |         | 3 березня 1990      | 23 серпня 1991         |                                            |